# Comitato di Szepes
Il comitato di Szepes [ 'sepeʃ ] (in ungherese Szepes vármegye, in slovacco Spišská župa, in tedesco Komitat Zips) è stato un antico comitato del Regno d'Ungheria, situato in massima parte nell'attuale Slovacchia centrosettentrionale e in minima parte in Polonia. Capoluogo del comitato era Levoča (in ungherese Lőcse).
La regione tradizionale che corrisponde all'antico comitato è lo Spiš.

## Geografia fisica
Il comitato di Szepes era situato geograficamente nei Carpazi e confinava con il territorio austriaco della Galizia, nonché con gli altri comitati di Sáros, Abaúj-Torna, Gömör-Kishont e Liptó. Geograficamente corrispondeva alle propaggini meridionali dei Monti Tatra.

## Storia
Il territorio del comitato di Szepes fu abitato dagli Slovacchi dal VI secolo e fin dal medioevo anche da coloni tedeschi, che giunsero a popolare le zone della Slovacchia rimaste disabitate, soprattutto dopo le incursioni dei Mongoli nel 1242. La maggior parte delle città della regione, ridenominata Zips dai tedeschi, furono in effetti fondate da questi coloni. Inoltre, fin dal 1370 le 24 città dello Zips più altri venti villaggi adottarono un diritto comune (detto Zipser Willkür, "arbitrio della Zips").
In seguito al Trattato del Trianon (1920) l'intero comitato venne assegnato alla neocostituita Cecoslovacchia, eccetto alcune frange di confine che furono assegnate alla Polonia.
Nella fase finale della Seconda guerra mondiale gran parte dei tedeschi dello Zips furono evacuati nell'inverno 1944/1945, poco prima che giungesse l'Armata Rossa.
Dall'indipendenza della Slovacchia (1993) la parte ex cecoslovacca dell'antico comitato è confluita grosso modo nell'attuale regione di Prešov.

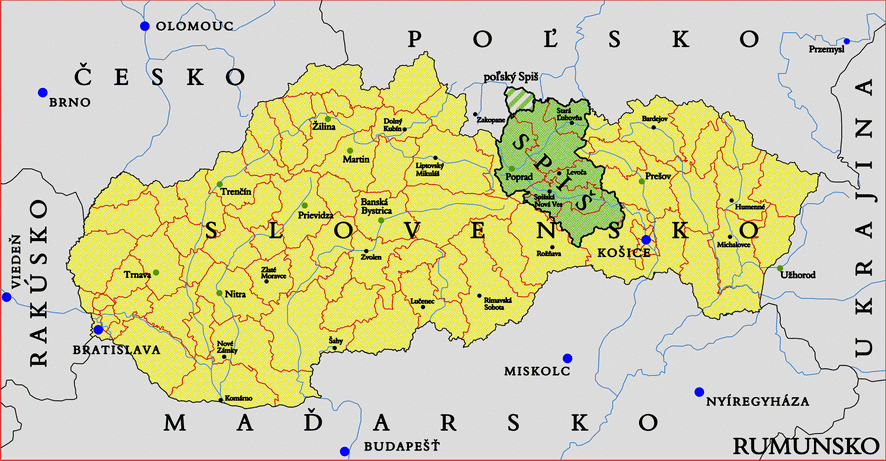
Posizione del comitato di Szepes nelle odierne Slovacchia e Polonia